# Itterstausee
Der Itterstausee ist ein Stausee in der bergischen Großstadt Solingen. Er befindet sich im Tal der Itter im Norden des Stadtteils Wald im Bereich der Ortslage Lindersberg. Unmittelbar nordöstlich befindet sich das Klärwerk Gräfrath des Bergisch-Rheinischen Wasserverbands.
Durch private Initiative des Industriellen Carl Friedrich Ern wurde von 1913 bis 1916 in Mittelitter ein Freibad errichtet, das Strandbad Ittertal. Nach dem Ersten Weltkrieg bereitete vor allem die Wasserverschmutzung durch die Industrie und angrenzende Wohnsiedlungen der Qualität des Strandbadwassers Probleme. In der Folge wurde oberhalb des Strandbads bei Lindersberg ein Stausee mit Talsperre angelegt, die vor allem aus dem Holzer Bach gespeist wurde. Die Baukosten von rund 200.000 Mark übernahmen in den Jahren 1927/1928 der Landkreis Solingen, außerdem die Städte Gräfrath, Wald und Haan. Für den Bau des Stausees wurde zudem der Linderskotten, ein ehemaliger Schleifkotten, abgerissen.
Der See hat eine annähernd rechteckige Form mit einer Länge von etwa 270 Metern sowie einer Breite von etwa 60 Metern. Die Gesamtfläche beträgt etwa 1,59 ha. Ein Abfluss aus dem Itterstausee erfolgt nach Süden über einen Umlaufgraben in die Itter.